# Clara Viebig
Clara Emma Amalia Viebig (Treviri, 17 luglio 1860 – Berlino Ovest, 31 luglio 1952) è stata una scrittrice, drammaturga e giornalista tedesca, ritenuta una delle più importanti rappresentanti del naturalismo in Germania.
Scrisse principalmente opere autobiografiche e romanzi, gran parte dei quali ambientati nella regione dell'Eifel vicino alle sponde del Reno e della Mosella.

## Biografia
Clara Viebig era figlia di Ernst Viebig, consigliere e delegato dell'Assemblea nazionale di Francoforte. La sua famiglia, originaria della Posnania, fu costretta a trasferirsi in diverse città per seguire il lavoro del padre. Conserverà sempre dei bei ricordi del suo paese d'origine: "Sono nata nell'angolo più bello della terra del Reno. A Treviri, lì vicino al porto, dove la tradizione popolare venne plasmata dalla porta romana, stava la mia culla".
Nel 1868 la famiglia fu costretta a trasferirsi a Düsseldorf per la promozione del padre a vicario del capo del distretto regionale. Clara non ebbe problemi ad ambientarsi nella nuova collocazione e al nuovo stile di vita, e si affezionò velocemente alla città natale dell’amato Heinrich Heine.
Nel 1876 la giovane Clara decise di trascorrere un anno a Treviri ospite in una famiglia. Durante questo soggiorno imparò a conoscere la provincia e le persone che vi abitavano. Grazie a questa permanenza la scrittrice scoprì il proprio amore per questa semplice terra che successivamente diventerà un segno distintivo ed essenziale nei suoi racconti.
Nel 1883, dopo la morte del padre, Clara e la madre si trasferirono a Berlino. Nella capitale la giovane scrittrice segue corsi di canto al conservatorio dove dà anche lezioni private.
Per tredici anni trascorse le proprie vacanze da parenti in una tenuta in Posnania, e da questa esperienza trasse ispirazione per i successivi racconti.
Le opere e lo stile di Émile Zola, specialmente di Germinal, saranno decisivi per le sue future opere. Con riferimento a questo modello, Viebig sarà chiamata anche "deutsche Zolaide“. Così esprimerà il suo entusiasmo per l'opera dello scrittore francese: "Germinal era una rivelazione. [...] Oh la sua forza, la sua grandezza, la vivacità dei suoi colori, l'abbondanza di personaggi, la passione per i sentimenti - così si dovrebbe scrivere, così! Senza riguardo e considerazioni, senza paura, senza dubbi [...] solamente con onestà e schiettezza!"
Oltre che da Zola, Clara apprende lo stile dei romanzi di orientamento naturalistico da Guy de Maupassant, da cui afferma di aver imparato l'arte di dare valore al dialogo ed all’intrigo.
Nel 1895, grazie alla conoscenza di Theodor Fontane, viene introdotta nella casa editrice  F. Fontane & Co, gestita dal figlio di questi, Friedrich, e dal socio Friedrich Theodor Cohn. Per i suoi primi lavori, anche su consiglio degli editori, si firma "C. Viebig“, omettendo il suo nome di battesimo per occultare la sua appartenenza al genere femminile, considerata la diffidenza che vigeva in quel periodo nei confronti delle donne che si dedicavano alla scrittura e gli ostacoli che esse dovevano affrontare nell'intraprendere una carriera letteraria.
I lettori delle sue opere immaginavano quindi che fossero scritte da un uomo, e questo le permise di comporre liberamente innumerevoli fiabe, novelle e racconti che vennero pubblicati negli inserti culturali di giornali e riviste. Il suo esordio come autrice di romanzi avvenne nel 1896, all'età di 36 anni, con la pubblicazione a puntate del Wildfeuer in un giornale berlinese.
Nel 1896 si sposò a Berlino con Friedrich Theodor Cohn, il suo editore, presso il quale continuò a pubblicare quasi tutte le sue opere. Il loro figlio Ernst Viebig (1897–1959) diventò compositore e direttore d’orchestra.
Con l’inizio della prima guerra mondiale Clara Viebig assunse un atteggiamento di aperto patriottismo, espresso negli articoli da lei pubblicati su giornali e riviste.
All’apice della sua carriera letteraria pubblicò ogni anno un romanzo o un gruppo di racconti. Le sue opere vennero tradotte in francese, spagnolo, inglese, italiano, norvegese, olandese, svedese, finlandese, ceco, ucraino, sloveno, russo e anche in scrittura Braille. Tra il 1898 ed il 1933 la scrittrice visitò diverse città, fra cui Basilea, Lussemburgo, New York, Parigi, San Pietroburgo e Vienna.
Con l'avvento del nazismo la carriera di Clara subì dei cambiamenti. Il marito, in quanto ebreo, non poté più svolgere l'attività di editore, e Clara si trovò in difficoltà nel pubblicare le sue opere. Alla morte di questi, avvenuta nel 1936, la scrittrice aderì alla Camera degli Scrittori del Reich (Reichsschriftumskammer), per garantirsi la pubblicazione dei suoi nuovi tre romanzi.
Durante la seconda guerra mondiale Clara fuggì da Berlino per trovare riparo dagli attacchi aerei e si trasferì a Falkenberg, dove visse con la sua fidata governante Marie Holzbauer. Nel 1946 si ammalò e tornò a vivere a Berlino. Un vecchio conoscente d’infanzia, Ernst Leo Müller, a suo tempo sindaco, si occupò di lei.
In occasione del suo settantesimo compleanno Düsseldorf costruì una statua in suo onore e le dedicò una via per celebrare il suo romanzo Die Wacht am Rhein (1902). Anche a Löbtau, quartiere di Dresda, esiste dal 1960 una strada a lei dedicata, così come nella sua città natale.
Clara Viebig morì il 31 Luglio 1952 all’età di 92 anni. La sua tomba si trova a Düsseldorf vicino a quella del padre.

## Produzione artistica
L'opera letteraria di Clara Viebig è molto vasta e composita: la sua produzione spazia da romanzi, novelle, opere teatrali, a libretti e recensioni letterarie.
È ritenuta una rappresentante significativa del naturalismo tedesco.  I personaggi vengono inizialmente collocati nel loro ambiente naturale e, nello svolgersi degli eventi, emerge il loro rapporto con la tradizione e la società.  La loro rappresentazione è anche in parte influenzata dalla profonda fede religiosa della scrittrice.
L’ambiente presentato funge da critica della società tedesca dell’epoca; proprio come faceva Heinrich Zille nelle sue opere d’arte. Alcuni temi da lei trattati per contestare la situazione socio-culturale sono l'aspetto militare dell'impero, le caste nobiliari dei prussiani Junker, la borghesia del Reno ed il clero cattolico.
Grazie alla minuziosa descrizione caratteriale del personaggi per il lettore è molto facile immedesimarsi in loro. L’umanità dei personaggi della Viebig viene data con l’uso del discorso indiretto. Numerosi dialoghi e conversazioni fungono quindi da mezzo stilistico per evidenziare le varie situazioni sociali degli interlocutori. Essenziali, nei suoi racconti ambientati dell’Eifel, sono anche le descrizioni del territorio campagnolo da lei tanto amato.
Lo stile descrittivo ritrovato nelle opere della Viebig inaugura un nuovo modello di letteratura dove la realtà viene presentata con sguardo obiettivo e lontano come se la scrittrice volesse studiare attentamente gli uomini e le donne con i loro costumi, comportamenti, sensazioni e sentimenti.
I racconti della Viebig sono collocati in luoghi ben conosciuti dalla scrittrice grazie alla sua esperienza personale. I paesini dell'Eifel simboleggiavano la sua gioventù, l'origine e l'ispirazione delle sue prime opere. I suoi romanzi successivi erano plasmati dalle impressioni ed emozioni che ha provato nel suo soggiorno a Düsseldorf; infine seguono i racconti sulle province orientali ed i romanzi berlinesi.

### Prime pubblicazioni
Le prime pubblicazioni di Clara Veibig erano novelle e fiabe ispirate al modello di Andersen. Già in esse si possono trovare gli stessi temi che caratterizzeranno lo stile delle sue opere successive, e possono essere considerati come primi tentativi per la futura elaborazione dei suoi romanzi.
Seguendo le tracce di Zola, Clara Viebig scrisse la novella Die Schuldige, nella quale si notano evidenti contrasti stilistici. Il tema è tipicamente naturalista, ma sono presenti nell'opera anche degli elementi tipicamente romantici come l’amore impossibile e la sfiducia nell’amore. La trama di Die Schuldige si svolge a Treviri e racconta la distruzione di una famiglia in cui una giovane donna uccide il padre di suo figlio perché questi vuole rivendicarne il possesso e l'affidamento.
Inizialmente nessun editore volle pubblicare questa novella; nel 1896 venne integrata alla sua raccolta Kinder der Eifel, ritenuta l'opera con cui Clara inizia la sua carriera letteraria.
Il suo primo romanzo Rheinlandstöchter apparve per la prima volta nel 1896 in un giornale popolare berlinese. La storia è ambientata in Posnania e tratta il tema del diritto di autodeterminazione delle due donne protagoniste, obbligate dai loro padri a sposarsi. Mentre per una delle due la disperazione causata da questa costrizione è tale da farle decidere di togliersi la vita, l'altra accetta per senso del dovere il matrimonio combinato. Anche se questo romanzo tratta delle sofferenze amorose, anticipa temi che verranno successivamente sviluppati dall'autrice.
Il romanzo Es lebe die Kunst (Evviva l’arte) del 1899 mostra la capacità della scrittrice di creare e descrivere con tratti distintivi una complessa figura femminile. Elisabetta Reinharz, l’eroina del romanzo, è tra le figure di donna più vive tracciate dalla Viebig, e rivela molti tratti autobiografici. La protagonista lotta per un suo ideale d’arte, simbolo puro di bellezza, al di fuori di ogni desiderio di successo e di gioia. Ma a questa concezione Elisabetta giunge solo alla fine del romanzo, dopo aver sofferto sulla propria pelle disillusioni e sogni mancati.

### Racconti dell'Eifel
Il primo orizzonte che si affaccia agli occhi infantili di Clara Viebig è lo scenario dell’Eifel con i suoi grandi colli ricchi di coltivazioni e foreste secolari. Il primo romanzo Das Weiberdorf  (Figlie di terra renana) e la raccolta di novelle Kinder der Eifel (Figli dell’Eifel) contengono le impressioni ed i ricordi della scrittrice sui luoghi e le persone care dell’infanzia.
Clara Viebig iniziò ad avere grande successo dopo la pubblicazione del romanzo das Weiberdorf (1900), ambientato in un piccolo villaggio sperso tra i monti dell’Eifel. Il romanzo narra di questa regione abitata quasi esclusivamente da donne, bambini ed invalidi; gli uomini sono tutti impegnati a lavorare lontano da casa, nelle fabbriche metallurgiche in riva al Reno. In assenza di questi, sono le donne che gestiscono il lavoro dei campi e tutte le attività di sostentamento della famiglia. a la vita re le imprese, i campi e le coltivazioni. Quando gli uomini tornavano a casa i familiari li accoglievano a braccia aperte con feste ed affetto e durante questi rincontri c’erano feste, matrimoni e venivano concepiti bambini.fanno ritorno al paese solo per le grandi occasioni.
L'anticipazione di qualche capitolo di questo romanzo nel Frankfurter Zeitung avviò una discussione interregionale che portò ad uno scandalo. Gli abitanti dell’Eifel si sentirono offesi dalla descrizione negativa. Questo racconto causò così tanto scalpore che venne criticato anche dalla chiesa, che pare l'abbia censurato e inserito nella lista dei libri proibiti ai fedeli.
Nella novella Von Thau und Tag e nel romanzo Dilettanten des Lebens la scrittrice, già maturata, provò ad uscire dall’ambiente campagnolo per descrivere caratteri e contrasti psicologici dell’ambiente di una grande città. Questo tentativo però non la soddisfò; così nei romanzi successivi tornò ad una ambientazione più campagnola tra questi troviamo due drammi che elaborò successivamente e che ebbero molto successo: Barbara Holzer (1897) ed i Farisei (1899).
I romanzi e racconti della Viebig sono ambientati spesso nell’Eifel che grazie a questa scrittrice ed alle sue numerose opere diventa territorio letterario.

### Romanzi sulle province orientali
Clara Viebig è ingiustamente conosciuta come scrittrice dell’Eifel, sebbene le sue opere siano ambientate anche in altre aree della Germania. Tra queste, la Berlino dell’epoca imperiale ed il paesaggio agricolo della provincia prussiana della Posnania.
Il romanzo Das schlafende Heer (Esercito che dorme) del 1904, ambientato nella Germania dell’est,  tratta il periodo storico in cui la Posnania, provincia orientale del Regno di Prussia, diventò parte dell'Impero Tedesco. La scrittrice presenta nel romanzo il conflitto culturale tra popolazione tedesca e polacca in lotta per la supremazia. Anche in questo romanzo la presentazione del protagonisti funge da strumento per presentare con semplicità la specifica situazione culturale.
Con il romanzo Die Wacht am Rhein (la guardia sul Reno) del 1902 la Viebig, ormai maturata la sua concezione letteraria, fa riferimento ai ricordi che risalgono al periodo renano che ha trascorso nella gioiosa città di Düsseldorf. Nel libro traspare l’arte di far intravedere le cose grandi attraverso l’uniformità e la banalità della vita quotidiana. È la storia semplice di una famiglia implicata nei movimenti politici.

### Romanzi berlinesi e novelle
Le opere della fase seguente subiscono l'influenza storica e sociale degli avvenimenti dell'ambiente sociale di Berlino; così come l'industrializzazione con il conseguente dalle campagne e l’aggravamento dei problemi sociali nelle città.
Tra i temi sempre ricorrenti troviamo la figura femminile e le sue nuove possibilità in questa società in evoluzione. Le donne erano ormai libere di intraprendere una vita anche lontana dalle vecchie tradizioni nonostante le numerose minacce che gli si potevano presentare.

### Romanzi storici
Dal 1921 Clara Viebig vuole migliorare lo stile dei suoi romanzi storici, per questo motivo le sue produzioni successive riassumono con perfetta armonia elementi mitologici e contemporanei. Questo stile particolare si ritrova nei romanzi riguardanti le ripercussioni ed effetti che ha subito la società dopo la rivoluzione francese. Alcuni di questi romanzi sono: Unter dem Freiheitsbaum (1922), Charlotte von Weiß (1929), Prinzen, Prälaten und Sansculotten (1931) ed i suoi ultimi lavori Der Vielgeliebte  e die Vielgehasste (1935).
Clara Viebig è una degli autori tedeschi più rinomati per aver scritto e proposto romanzi che parlavano della prima guerra mondiale e di averli scritti durante la stessa. Nel romanzo Das rote Meer (Il fiume rosso) del 1920 vengono descritti gli ultimi anni del conflitto e l'assenza di dolore per la caduta della casata degli Hohenzollern.

### Pezzi teatrali e libretti
Parte dei suoi romanzi e novelle sono stati successivamente convertiti in opere teatrali che ebbero grande successo, tra cui Barbara Holtzer (1897) ispirato al romanzo Die Schuldige; Pittchen (1909) e Der Kampf um den Mann (1905).
Clara Viebig contribuì anche all'elaborazione dell'opera Quatembernacht di René Morax per aiutare il figlio Ernst Viebig che aveva iniziato una carriera molto promettente come compositore. Quest’opera sarà rappresentata per la prima volta ad Aachen nel 1922. Successivamente rielaborò anche il romanzo Absolvo te con il nuovo titolo: Die Môra che verrà poi rappresentata a Düsseldorf nel 1925.

## Opere
- Kinder der Eifel (1897)
- Barbara Holzer (1897)
- Dilettanten des Lebens (1897)
- Rheinlandstöchter (1897)
- Vor Tau und Tag (1898)
- Wen die Götter lieben (novella) (1898)
- Pharisäer. Komödie in drei Akten (1899)
- Dilettanten des Lebens (1899)
- Es lebe die Kunst (1899)
- Das Weiberdorf (1900)
- Das tägliche Brot  (1900)
- Die Rosenkranzjungfer (1900)
- Die Wacht am Rhein (1902)
- Vom Müller Hannes (1903)
- Das schlafende Heer (1904)
- Der Kampf um den Mann (1905)
- Naturgewalten (1905)
- Einer Mutter Sohn (1906)
- Absolvo te! (1907)
- Das Kreuz im Venn (1908)
- Die vor den Toren (1910)
- Das Eisen im Feuer (1913)
- Heimat (1914)
- Eine Handvoll Erde (1915)
- Kinder der Eifel (1916)
- Töchter der Hekuba (1917)
- Das rote Meer (1920)
- Unter dem Freiheitsbaum (1922)
- Menschen und Straßen (1923)
- Der einsame Mann (1924)
- Franzosenzeit (1925)
- Die Passion (1925)
- Die goldenen Berge (1928)
- Charlotte von Weiß (1929)
- Die mit den tausend Kinderm (1929)
- Prinzen, Prälaten und Sansculotten (1931)
- Menschen unter Zwang (1932)
- Insel der Hoffnung (1933)
- Der Vielgeliebte und die Vielgehaßte (1935)

## Opere tradotte in italiano
- La guardia sul Reno (Die Wacht am Rhein)
- L'esercito che dorme (Das schlafende Heer), 1910

Documenti riguardo alla vita ed ai lavori di Clara Viebig
- Kindheit in Düsseldorf Archiviato il 4 marzo 2016 in Internet Archive. (Universität Düsseldorf; PDF; 63 kB)
- Drei Brauten Archiviato il 4 marzo 2016 in Internet Archive. (Universität Düsseldorf; PDF; 27 kB)
- Mein Eifelland Archiviato il 4 marzo 2016 in Internet Archive. (Universität Düsseldorf; PDF; 16 kB)